# Huis Lombaert
Huis Lombaert is een herenhuis gelegen aan de Kloosterstraat 37 in Beveren-Waas in de Belgische provincie Oost-Vlaanderen. Het huis dateert uit 1703 en is gebouwd in Lodewijk XV-stijl. Het huis heeft door de jaren heen verschillende functies vervuld, waaronder als gemeenteschool en vredegerecht.

## Geschiedenis
Op de locatie van Huis Lombaert bevond zich oorspronkelijk een hofstede die in 1702 door een brand werd verwoest. In 1703 werd het Huis Lombaert opgericht door Pieter Lombaert, notaris en stadhouder van Melsele. Het bleef meer dan een eeuw in bezit van de familie Dullaert, een familie van griffiers en advocaten bij de Raad van Vlaanderen. In 1813 werd het verkocht aan Jan Baptist Everaert, burgemeester van Beveren gedurende 40 jaar en een van de rijkste grondbezitters in het departement van de Schelde. In 1856 werd het gebouw aangekocht door het gemeentebestuur van Beveren en herbestemd als gemeenteschool, meesterswoning, zalen voor een academie en voor het vredegerecht. Het gebouw wordt tegenwoordig gebruikt als een leerwinkel.

## Architectuur
Het gebouw bestaat uit een rechthoekige hoofdvleugel met zes traveeën en twee bouwlagen, afgedekt door een licht geknikt zadeldak bedekt met leien. Haaks op de linkerzijde staat een tweelaagse zijvleugel, eveneens onder een zadeldak met leien. De voorgevel heeft een licht vooruitspringende plint in witte kalkzandsteen en was oorspronkelijk bepleisterd, maar werd gedecapeerd bij de restauratie van 1969-1970. De rechthoekige vensters hebben een latei en lekdrempels in arduin en zijn voorzien van kwarthol geprofileerde zandstenen rechtstanden. Opmerkelijk is het monumentale middenrisaliet in de derde travee van de hoofdvleugel, bestaande uit kalkzandstenen bossagewerk en bekroond door een dakkapel met vleugelstukken en een gebogen fronton. De zijvleugel bevat vermoedelijk restanten van het oude hoevegebouw en heeft een oudere kern die met zekerheid reeds bestond in 1602.

## Herontwikkelingen
Het Huis Lombaert heeft door de jaren heen verschillende herontwikkelingen ondergaan. In 1856 werd het pand aangekocht door het gemeentebestuur van Beveren en omgevormd tot een gemeenteschool, meesterswoning en zalen voor een academie en het vredegerecht. In de 20ste eeuw vond er een restauratie plaats, van 1969 tot 1970, onder leiding van architect Frans De Groodt. De restauratie had als doel het historische karakter van het gebouw te behouden, waarbij de voorgevel werd gedecapeerd en het interieur werd aangepast.